# Kutyakozmetika
A kutyakozmetika a társállatok tisztántartásával, ápolásával, valamint a kiállításokon versenyző kutyák szőrzetének a fajtajelleget hangsúlyozó nyírásával foglalkozik.

## Története
Korábban[mikor?] a kutyát nem kedvencnek tartották, hanem munkára. A tökéletes munka érdekében ápolták és tartották karban a kutya szőrét. Elsősorban a vadászkutyák és a pásztorkutyák szőrét nyírták.
Tudatosan a 15. században kezdtek foglalkozni a kutyák szépítészetével, de akkoriban már a kutyákat kedvencként is tartották. A szőrápolás esztétikai szándékkal történt. Lovász mesterek foglalkoztak a kutyák szőrének ápolásával.
A kutya szőrének ápolása a 20. század elejére már foglalkozásszerűvé vált és ezzel egy időben jelentek meg a kutyakiállítások. A tenyésztők, kiállítók, igyekeztek az adott kutyafajtát bemutatni a kiállításokon.
Napjainkban már hivatásszerűen végzik a nyírást, tenyésztőkből alakultak ki a kutyakozmetikusok. A szakemberek komplex szőrzet- és karomápolási tevékenysége a kutyák és a macskák mellett néha egyéb társállatokra is kiterjed.

## Állatkozmetika célja és feladata
Célja már nem csak a szépségápolás hanem kiegészül higiéniai, egészségügyi tevékenységekkel is. Lényege hogy a kutya testi hibáit minél inkább palástolja. A kutyakozmetikus a szőrelőkészítés során igyekszik eltüntetni a kutya hibáit, de a szépet is kihangsúlyozza.

## Európai Kutyakozmetikusok Szövetsége
A EGA (European Grooming Association) Archiválva 2020. január 31-i dátummal a Wayback Machine-ben nonprofit szervezetet 2001-ben Umberto Lehmann (olasz) és Mijo Klein (francia) kutyakozmetikusok alapították azzal a céllal, hogy egy olyan közösséget hozzanak létre, amely különféle események, szakmai napok szervezésével és a tagok közötti kommunikáció elősegítésével lehetőséget biztosítsanak a tapasztalatok cseréjére és a szakmai fejlődésre. Szervezet feladatai közé tartozik többek között a különféle versenyek, mint például a European Grooming Championship és a World Team Grooming Championship  szervezése is.
Magyarországot az szervezetben a M.K.M. Egyesület képviseli, aki a magyarországi versenyek szervezője:
- 2018 EGA Budapest Gold Dog Grooming Show Hungary, Csömör
- 2019 EGA /Gold Dog Grooming Show Hungary, Csömör